# Wasp Lake
Der Wasp Lake ist ein etwa 450 m hoch liegender See auf Südgeorgien im Südatlantik. Er liegt nördlich des Ellerbeck Peak nahe der Basis der Barff-Halbinsel.
Das UK Antarctic Place-Names Committee benannte ihn 2015 in Anlehnung an die Benennung des benachbarten Bergs. Dessen Namensgeber ist Lieutenant Commander John Anthony Ellerbeck (* 1943) von der Royal Navy, der im Zuge des Falklandkrieges am 25. April 1982 als Pilot eines Hubschraubers vom Typ Westland Wasp von Bord der Endurance durch Beschuss des argentinischen U-Boots ARA Santa Fe an der Rückeroberung Grytvikens beteiligt war.